# Arkaim

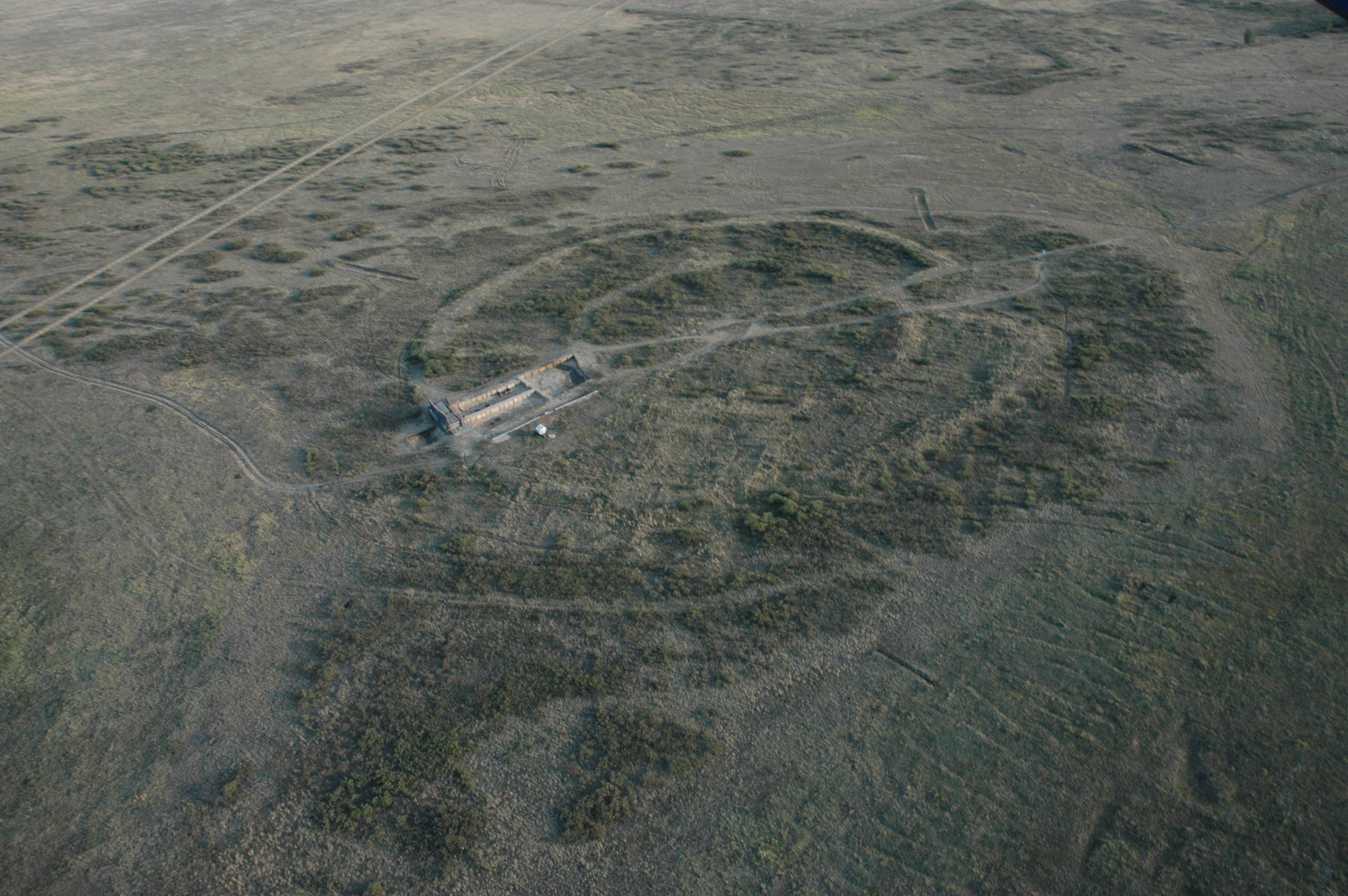

Arkaim  (rusă: Аркаим cu sensul de Arcul) este un sit arheologic situat în stepa din Uralii Meridionali, la 8,2 km nord -nord vest de localitatea Amurskiy și la 2,3 km sud-sud est de satul Alexandrovskiy, în Regiunea Celeabinsk, în nordul frontierei de stat dintre Rusia și Kazahstan.
Site-ul este în general datat ca fiind din secolul al XVII-lea î.Hr. Au fost propuse și date anterioare, până în secolul al XX-lea î.Hr. A fost o așezare a culturii Sivntashta.
A fost descoperit în 1987 de către o echipă de oameni de știință din Celeabinsk care pregăteau zona pentru a fi inundată pentru a crea un rezervor. Săpăturile au fost conduse de Gennady Zdanovich.